# Alexandriai Hészükhiosz
Alexandriai Hészükhiosz (latinul: Hesychius), késő ókori (5. század) görög szótáríró, idegen kifejezéssel élve lexikográfus.
Alexandriából származott, egyetlen szógyűjteménye maradt fenn, melyet a korábbi szóleírók (glosszográfusok) műveiből, elsősorban Diogenianosz művéből állított össze. A munka részben különböző szerzők szövegeire vonatkozó, figyelemre méltó olvasatokat (lectio), részben ritka nyelvváltozati (dialektikus) formákat (glósszai) tartalmaz, ezért igen fontos a nyelvi kutatások szempontjából.

## A szószedet
Hészükhiosz szógyűjteményének csak egy rontott, rövidített, más szerzők által kiegészített 15. századi kézirata maradt fenn Velencében. Bevezetője szerint e mű Diogenianosz elveszett jegyzékén alapul. Utóbbi pedig Pamphilosz (1. század) szótárának kivonata.
Hészükhiosz kéziratát módosították más írók, pl. Arisztarkhosz (i. e. kb. 220–143.), Apion (i. e. kb. 20–i. sz. 45.), Héliodórosz (1. század), Hérodianosz (2. század), Ameriasz (3. század) elveszett művei alapján is. A kéziratot lerövidítették, kihagyták a legtöbb utalást a szavak forrásaira. Bejegyzéseinek nagyjából harmadát Alexandriai Kürillosz (kb. 376–444.) szótárából, illetve más szójegyzékekből vették.